# Варипсав
Варипсав (грч. Βαριψαββας] свештеномученик древне Цркве, пустињак, чувар Свете крви Христове.
Живео је у 2. веку, и чувао је, како легенда каже, велику светињу - Крв и воду које су текле из пречистог ребра господа Исуса Христа. Према легенди, неки праведник по имену Јаков, који је био присутан на распећу Исуса Христа, сакупио је у посуду од бундеве Крв и воду које су текле из његових груди. Да би сакрио светињу од злих, Јаков је одозго напунио посуду уљем; од његовог садржаја настајала су исцељења и чуда. После Јаковљеве смрти, посуда је припала двојици пустињака. Један од њих је, пре своје смрти, предао светињу Варипсаву, вероватно Сиријцу, који је касније радио у области Катара Сухреи (грчки: Σουχρεων), која се вероватно налазила у Персији.
Уљем, под којим је светиња непрестано била сакривена, учинио је многа чуда и исцељења. Зли неверници су једне ноћи убили светитеља Божијег, али је непроцењиво благо остало за њих скривено. Пре смрти, Варипсав је посуду предао свом ученику. Аутор Варипсаусовог житија, објављеног у Ацта Санцторум, није познат.
Мучеништво св. Варипсава и његов подвиг датирају из 2. века.
Православна црква проиславља свештеномученика Варипсава 23.(10.) септембра.